# Omega Tauri
La nomenclatura Omega Tauri (ω Tau, ω Tauri) è condivisa da due sistemi stellari, ω¹ Tauri e ω² Tauri, nella costellazione del Toro. Sono separate dalla distanza angolare di 2°.13'.

## ω¹ Tauri
Omega-1 Tauri è una gigante arancione di classe spettrale K con una magnitudine apparente pari a +5.51, una magnitudine assoluta uguale a 0,76 e una massa circa uguale a 1,39 masse solari.
È distante all'incirca 291 anni luce dalla Terra (circa 90 parsec).

## ω² Tauri
Omega-2 Tauri è una stella bianca di classe spettrale A, che si presenta come una binaria spettroscopica con una magnitudine visuale di +4,93.Dista all'incirca 93,5 anni luce dalla Terra.
Le sue due componenti sono separate da circa 0,05 secondi d'arco, che corrispondono all'incirca a 1,4 UA, con un periodo orbitale di circa 14 anni.
Il 14 febbraio 2014 tale stella è stata battezzata con il nome Marco.

## Occultazioni
Per la sua posizione prossima all'eclittica, tali stelle sono talvolta soggette ad occultazioni da parte della Luna e, più raramente, dei pianeti, generalmente quelli interni.
Le ultime occultazioni lunari per ω¹ avvennero rispettivamente il 4 ottobre 2012. e il 22 gennaio 2013..